# Nižbor
Nižbor (en allemand : Nischburg) est une commune du district de Beroun, dans la région de Bohême-Centrale, en République tchèque. Sa population s'élevait à 2 132 habitants en 2024.

## Géographie
Nižbor est arrosée par la Berounka, un affluent de la Vltava, et se trouve à 8 km au nord-ouest de Beroun et à 33 km à l'ouest-sud-ouest de Prague.
La commune est limitée par Sýkořice, Běleč et Bratronice au nord, par Chyňava, Hýskov et Beroun à l'est, par Králův Dvůr, Trubská, Hudlice, Otročiněves et Nový Jáchymov au sud, et par Roztoky et Račice à l'ouest.

## Histoire
La première mention écrite de la localité date de 1265.

## Administration
La commune se compose de trois sections :
- Nižbor
- Stradonice
- Žloukovice